# Гилфорд, Нанетта
Нанетта Гилфорд (англ. Nanette Guilford, настоящая фамилия Гутман, англ. Gutman; 17 августа 1903, Нью-Йорк — 17 марта 1990, там же) — американская оперная певица (сопрано) и вокальный педагог.
Училась у канадского педагога Альбера Жаннота, что сделало её одной из первых заметных вокалистов США, не получивших европейского образования. Дебютировала на сцене в 1921 г. в бродвейском мюзикле Жана Шварца «Полуночники — 1921».
В 1923 г. подписала контракт с Метрополитен-опера, указав возраст 18 лет; благодаря этому считалась самой юной певицей, когда-либо выступавшей в Метрополитен, и часто упоминалась с эмфатической характеристикой «звёздное дитя» (англ. the baby star).
На протяжении первых трёх сезонов пела, в основном, небольшие роли. В 1926 г. исполнила партию Джиневры в опере Умберто Джордано «Ужин с шутками», в дальнейшем пела также заглавную партию в «Аиде» Джузеппе Верди, Маргариту в «Фаусте» Шарля Гуно, Лю в опере Джакомо Пуччини «Турандот» и др.
Оставив сцену в 1932 г., преподавала частным образом вплоть до 1981 г.
В 1928—1930 гг. была женой скрипача Макса Розена, выступала вместе с ним.